# Sonate K. 61
Pour les articles homonymes, voir K61.
La sonate K. 61 (F.19/L.136) en la mineur est une œuvre pour clavier sous forme de variations du compositeur italien Domenico Scarlatti.

## Présentation
La sonate K. 61 en la mineur est sans indication de mouvement. Il s'agit du seul exemple dans tout le corpus d'un cycle de variations. L'œuvre de Scarlatti est liée à l'héritage ancien. Le plus direct est représenté par les toccatas de son père.
Le thème est court : douze mesures (six de la cellule mélodique et, amené par un petit pont, six de son conséquent, qui se termine systématiquement par un arpège, montant ou descendant, présenté soit à la main gauche, soit à la main droite). Toutes les reprises sont écrites et certaines accusent de légères différences. Les treize variations ne sont pas indiquées par des numéros et jouées sans interruption. Selon l'usage, elles présentent des formules de plus en plus chargées,. Certaines doubles barres sont indiquées mais pas systématiquement à la fin d'une variation. L'édition d'Emilia Fadini en laisse de côté certaines. L'influence instrumentale directe est clairement la technique du violon, comme le fait remarquer Gerstenberg.
La première variation est en accords brisés à la main droite ; dans la seconde (mesure 25), le compositeur présente ces battues en tant que basse d'Alberti qui accompagne la mélodie quasiment à l'identique.

Mesure 81, apparaissent des triolets de doubles croches qui se précipitent jusque dans la dernière variation, d'autant que les variations ne comprennent plus que dix mesures (81–90, 121–130, 131–140). « Leur énergie découle de la cohérence plutôt que de contrastes surprenants ». Les manuscrits utilisent la figuration de triples croches, mais l'exemple ci-dessous est modernisé en valeur de doubles croches.

L'unique manuscrit est le numéro 20 du volume XIV (Ms. 9770) de Venise (1742), copié pour Maria Barbara.

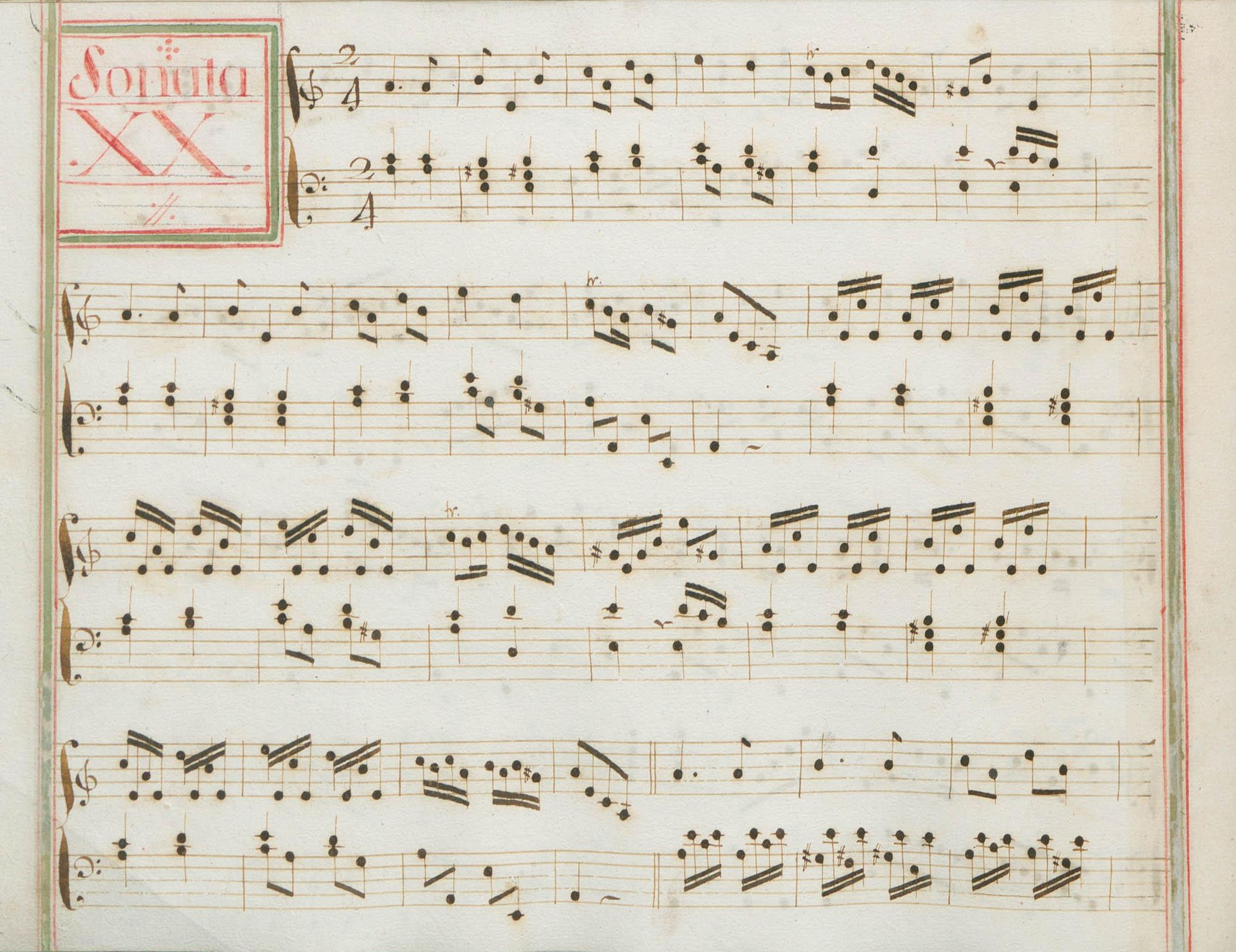
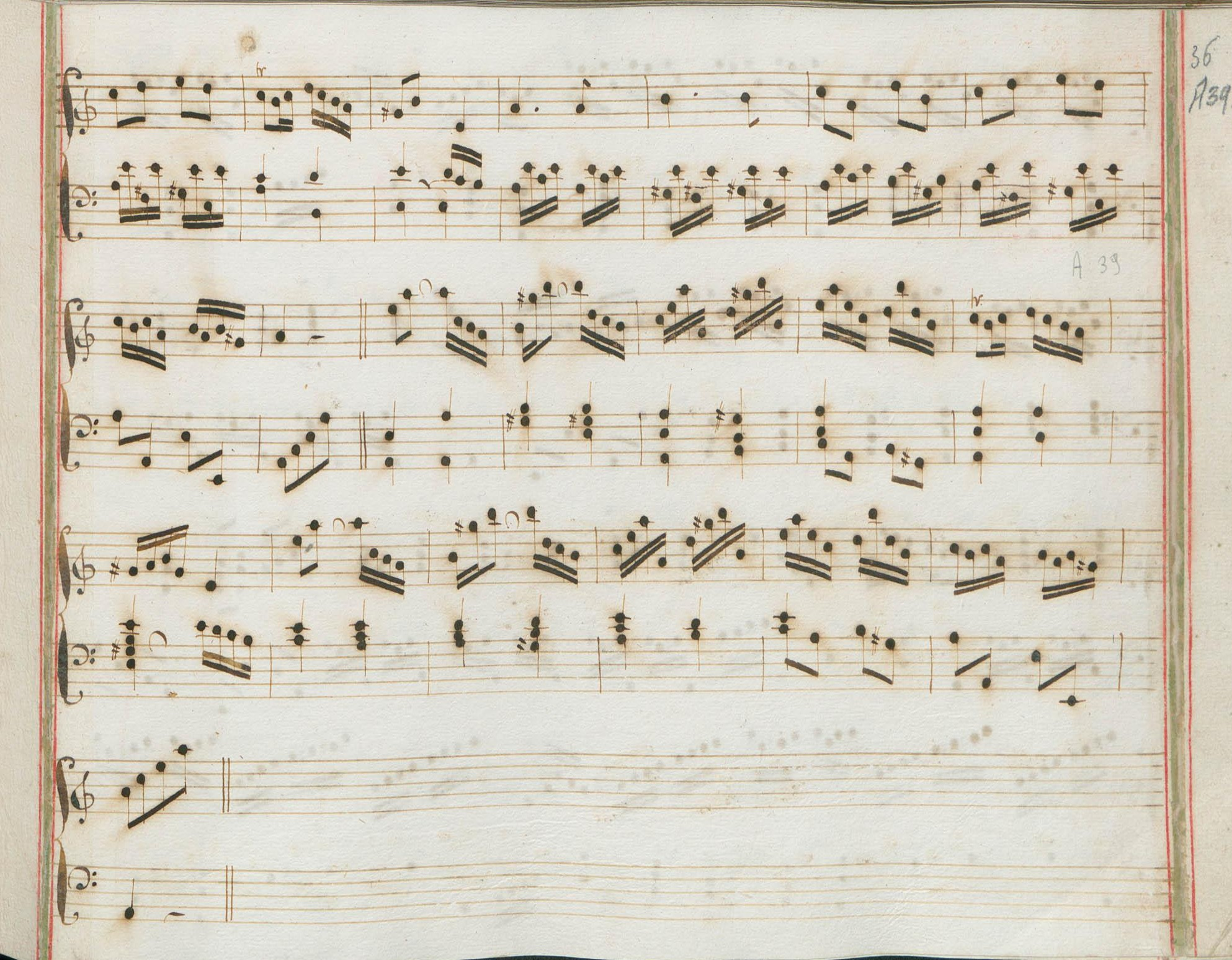
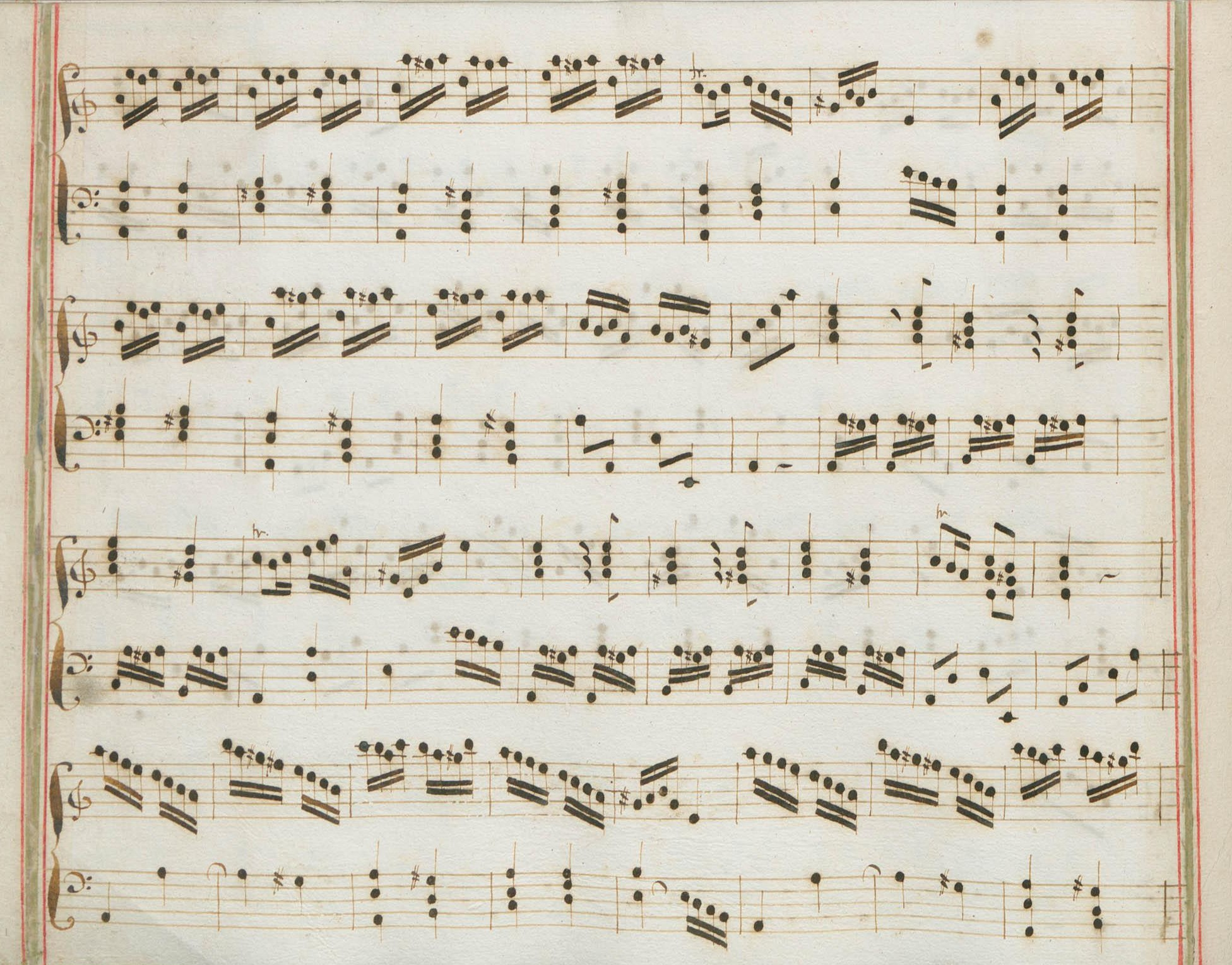
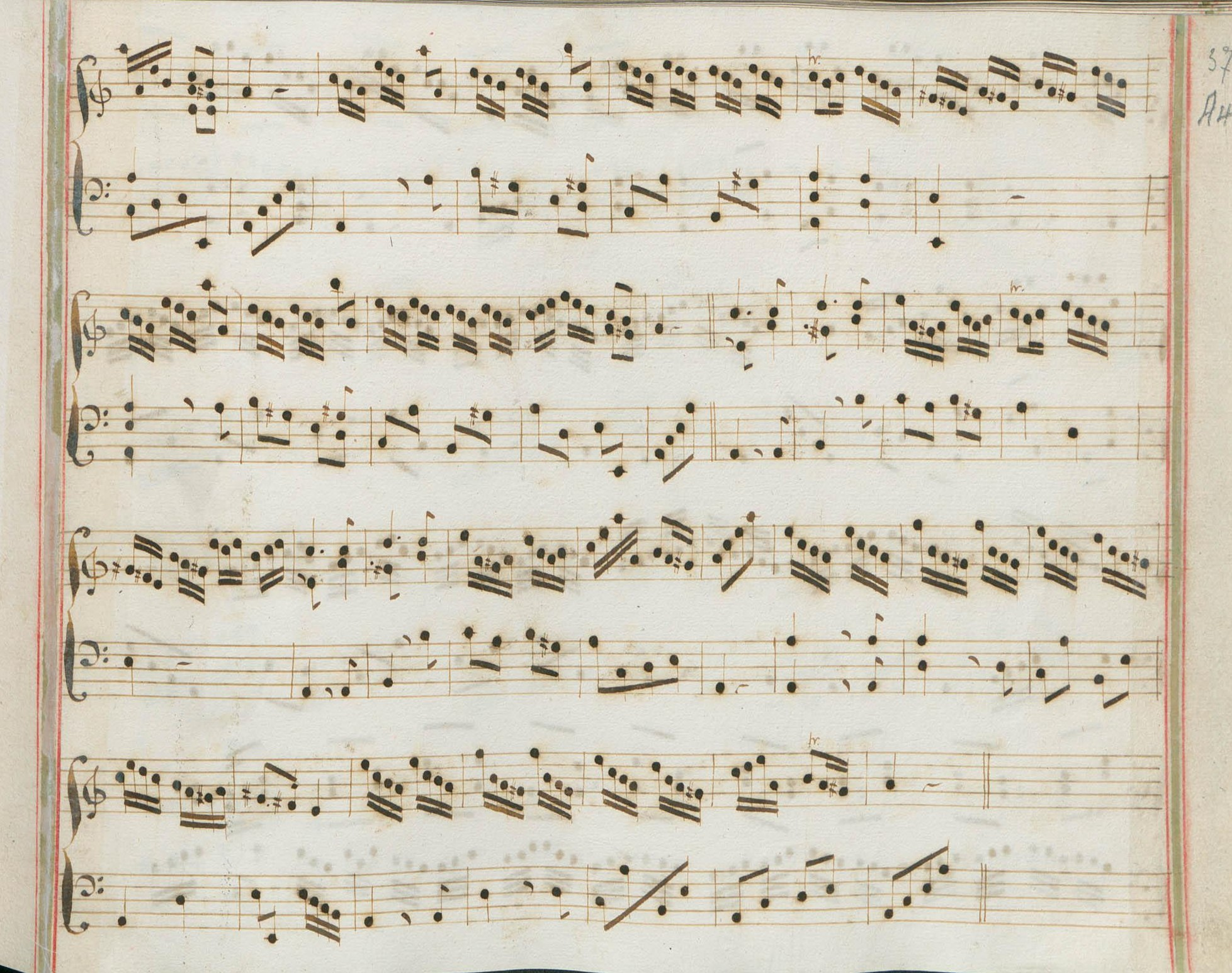
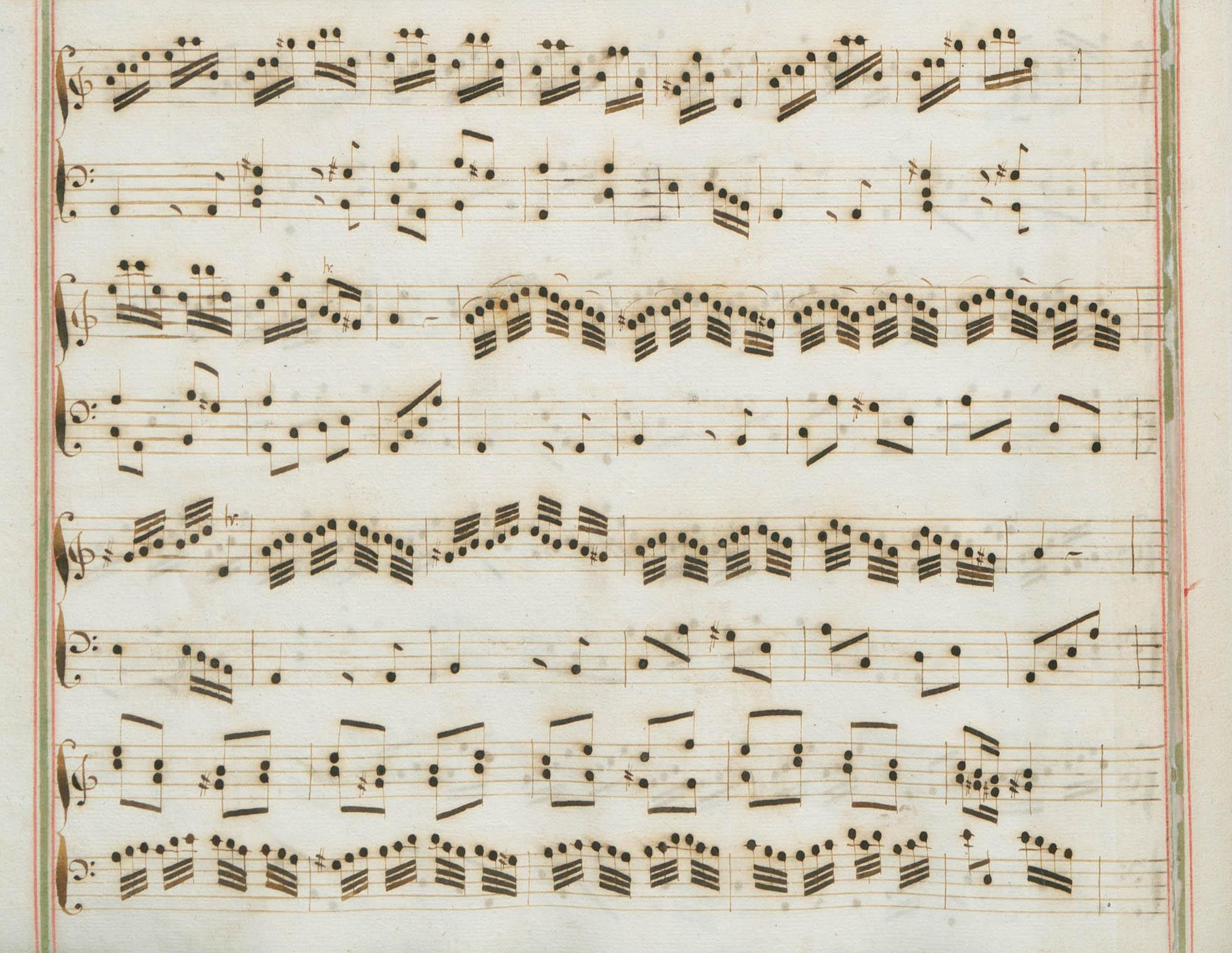
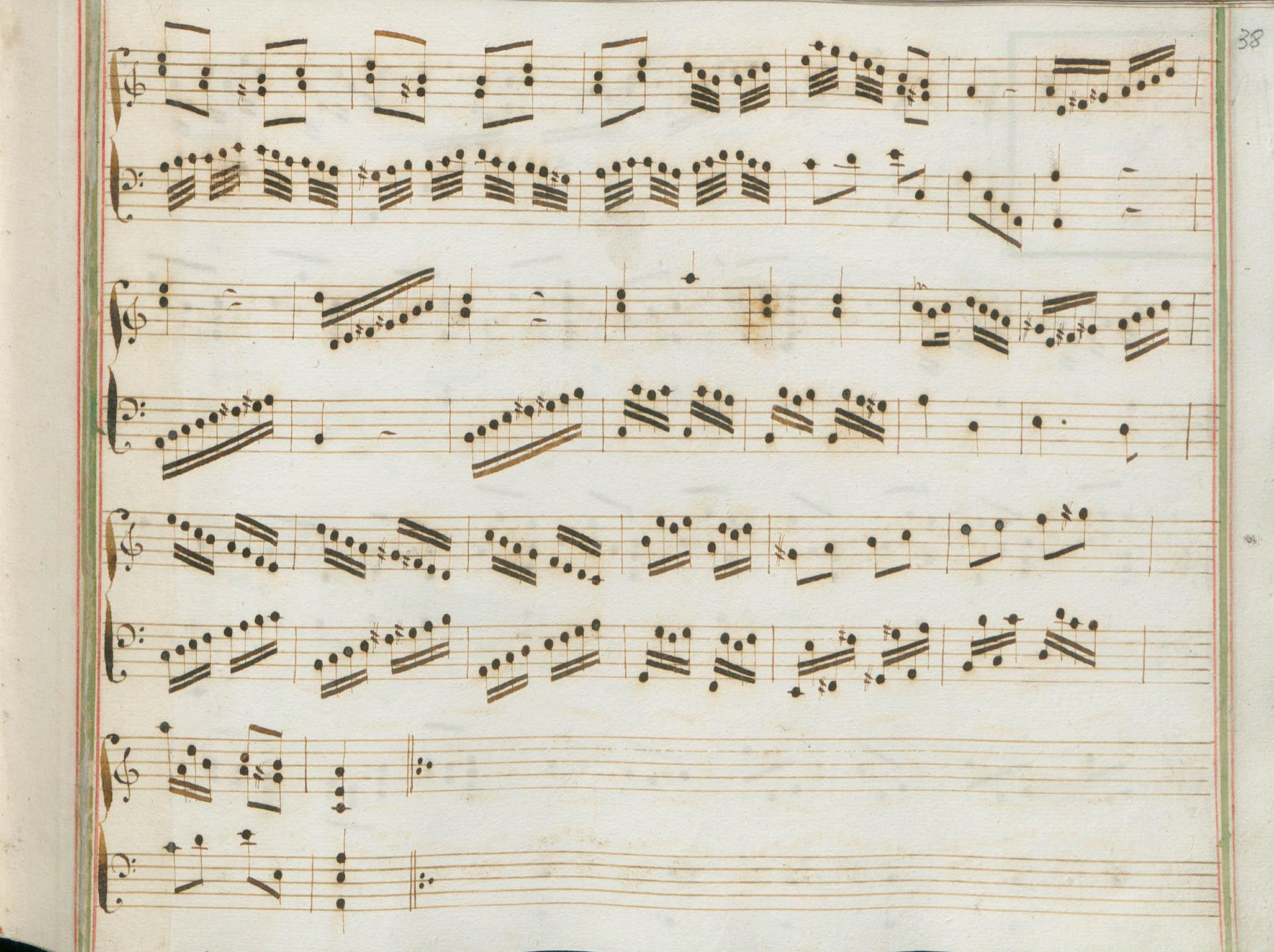

## Interprètes
La sonate K. 61 est défendue au piano, notamment par Gottlieb Wallisch (2007, Naxos, vol. 11), Claire Huangci (2015, Berlin Classics) ; au clavecin par Scott Ross (1985, Erato), Ottavio Dantone (1997, Stradivarius), Richard Lester (2005, Nimbus, vol. 6), Pieter-Jan Belder (Brilliant Classics, vol. 2), Francesco Cera (Tactus, vol. 2). Andrea Marcon (1996, Divox) l'interprète à l'orgue.

## Sources
: document utilisé comme source pour la rédaction de cet article.
- Ralph Kirkpatrick (trad. de l'anglais par Dennis Collins), Domenico Scarlatti, Paris, Lattès, coll. « Musique et Musiciens », 1982 (1re éd. 1953 (en)), 493 p. (ISBN 978-2-7096-0118-4, OCLC 954954205, BNF 34689181).
- Alain de Chambure, « Domenico Scarlatti : Intégrale des sonates — Scott Ross », Erato (2564-62092-2), 1985 (OCLC 891183737) .
- (it) Macario Santiago Kastner, « Repensando Domenico Scarlatti », Anuario musical, Barcelone, vol. 44,‎ 1989, p. 137–154 (ISSN 0211-3538)
- (en) W. Dean Sutcliffe, The Keyboard Sonatas of Domenico Scarlatti and Eighteenth-Century Musical Style, Cambridge / New York, Cambridge University Press, 2008, xi-400 (ISBN 978-0-521-07122-2, OCLC 1005658462, BNF 42017486).